# Nueva canción
Nueva canción (Ny sang) er en musikalsk genre, der opstod i Argentina og Chile og spredte sig til resten af Latinamerika midt i 1960'erne. Den kombinerer folkemusikalske traditioner med tekster, der ofte er politisk farvet i venstreorienteret retning.
Nogle af de mest kendte repræsentanter for Nueva Canción:
- Inti-Illimani
- Víctor Jara
- Violeta Parra
- Ángel Parra
- Quilapayún
- Daniel Viglietti
- Mercedes Sosa
- Horacio Guarany
- Atahualpa Yupanqui

| Musik | Spire Denne musikartikel er en spire som bør udbygges. Du er velkommen til at hjælpe Wikipedia ved at udvide den. |